# Marcelo Picchi
José Dionísio Marcello Salles Picchi, conhecido como José Picchi e anteriormente por Marcelo Picchi (São Carlos, 8 de outubro de 1948), é um ator brasileiro.
É pai dos também atores Thiago Picchi e Diogo Picchi, além de Ciro e Thadeu, todos frutos do seu casamento com a atriz Elizabeth Savalla.
É oriundo do Grupo Porão 7 de teatro, que existia na sua cidade natal. Posou nu para a revista G Magazine em junho de 2000.
No fim dos anos de 1990, ficou afastado da televisão durante algum tempo e então se dedicou à Filosofia, formando-se professor pela Universidade Federal do Rio de Janeiro.
No ano de 2012 resolveu mudar seu pseudônimo para José Picchi, apesar de ainda não ser conhecido assim.

## Carreira

### Na televisão
| Ano     | Título                       | Personagem                             | Notas                                      | Emissora          |
| ------- | ---------------------------- | -------------------------------------- | ------------------------------------------ | ----------------- |
| 1972    | Camomila e Bem-me-quer       | Tomás                                  |                                            | Rede Tupi         |
| 1973    | A Volta de Beto Rockfeller   | Nando                                  |                                            | Rede Tupi         |
| 1973    | Rosa-dos-Ventos              | —                                      |                                            | Rede Tupi         |
| 1973    | As Divinas... e Maravilhosas | Paulo                                  |                                            | Rede Tupi         |
| 1975    | Bravo!                       | Ricky                                  |                                            | Rede Globo        |
| 1976    | O Casarão                    | Ivo                                    |                                            | Rede Globo        |
| 1977    | À Sombra dos Laranjais       | Júnior                                 |                                            | Rede Globo        |
| 1977    | Sem Lenço, sem Documento     | Dinho                                  |                                            | Rede Globo        |
| 1978    | Sítio do Picapau Amarelo     | Ícaro                                  | Episódio: "O Minotauro"                    | Rede Globo        |
| 1979    | Feijão Maravilha             | Miró                                   |                                            | Rede Globo        |
| 1980    | Coração Alado                | Cláudio                                |                                            | Rede Globo        |
| 1981    | Ciranda de Pedra             | Eduardo                                |                                            | Rede Globo        |
| 1982    | O Homem Proibido             | Rogério                                |                                            | Rede Globo        |
| 1984    | Corpo a Corpo                | Olavo Fraga Dantas                     |                                            | Rede Globo        |
| 1986    | Dona Beija                   | João Carneiro de Mendonça              |                                            | Rede Manchete     |
| 1986    | Mania de Querer              | Ivan                                   |                                            | Rede Manchete     |
| 1987    | Helena                       | Dom Pedro II                           |                                            | Rede Manchete     |
| 1987    | Mandala                      | Cris                                   |                                            | Rede Globo        |
| 1988    | Fera Radical                 | Dr. Mario                              |                                            | Rede Globo        |
| 1989    | Que Rei Sou Eu?              | Michel                                 |                                            | Rede Globo        |
| 1989    | Colônia Cecília              | Reinaldo Parodi                        |                                            | Rede Bandeirantes |
| 1990    | Mico Preto                   | Zé Maria                               |                                            | Rede Globo        |
| 1991    | Menino, quem foi teu mestre? | Apresentador                           |                                            | Rede Globo        |
| 1991    | O Sorriso do Lagarto         | Nando                                  |                                            | Rede Globo        |
| 1991    | Vamp                         | Moreira                                |                                            | Rede Globo        |
| 1992    | Tereza Batista               | Peixe Cação                            | [ 3 ]                                      | Rede Globo        |
| 1992    | De Corpo e Alma              | Atílio Carvalho                        |                                            | Rede Globo        |
| 1993    | Você Decide                  | Geraldo                                | Episódio: "Faça a Coisa Certa"             | Rede Globo        |
| 1994    | Você Decide                  | —                                      | Episódio: "Sombras do Passado"             | Rede Globo        |
| 1994    | Pátria Minha                 | —                                      |                                            | Rede Globo        |
| 1994    | 74.5 - Uma Onda no Ar        | Nestor                                 |                                            | Rede Manchete     |
| 1995    | Tocaia Grande                | Aristides Pif-Paf                      |                                            | Rede Manchete     |
| 1996    | Cara & Coroa                 | Mário                                  |                                            | Rede Globo        |
| 1996    | Você Decide                  | —                                      | Episódio: "Véu de Noiva"                   | Rede Globo        |
| 1997    | A Justiceira                 |                                        | Episódio: "Cinzas no Planalto"             | Rede Globo        |
| 1998    | Teleteatro                   | —                                      | 1 episódio                                 | SBT               |
| 2005    | Prova de Amor                | Estanislau Creonte Carvalho (Vampirão) |                                            | Rede Record       |
| 2009    | Toma Lá, Dá Cá               | Adnei                                  | Episódio: "Darwin se Equivocou - Parte II" | Rede Globo        |
| 2010    | A Vida Alheia                | Ubiratan Miranda                       | Episódio: "Filme Americano"                | Rede Globo        |
| 2010    | Zorra Total                  | Osório Duque-Estrada                   | Episódio: "29 de maio"                     | Rede Globo        |
| 2011    | Zorra Total                  | ator que faz um pianista na novela     |                                            | Rede Globo        |
| 2012    | Aquele Beijo                 | Hélio Perunadona                       |                                            | Rede Globo        |
| 2013-16 | Pé na Cova                   | Deputado Arlindo Sebonette             | 46 episódios                               | Rede Globo        |
| 2017    | TOC's de Dalila              | Alfredinho                             | Episódio: "O Caso do Garfo"                | Multishow         |

### No cinema
| Ano  | Título                 | Personagem        |
| ---- | ---------------------- | ----------------- |
| 2023 | Mussum, o Filmis       | Médico no esquete |
| 2002 | A Morte da Mulata      |                   |
| 1991 | A República dos Anjos  |                   |
| 1990 | Uma Escola Atrapalhada | Professor Léo     |
| 1987 | Eternamente Pagu       |                   |
| 1984 | Amor Voraz             | Homem             |
| 1982 | Os Campeões            | Jorge Silva       |
| 1979 | Sábado Alucinante      | Bebeto            |
| 1976 | Marília e Marina       | Marcos            |
| 1974 | O Exorcismo Negro      | Carlos            |
| 1971 | Noites de Iemanjá      | Amigo de Paulo    |

## Teatro[4]
- O papagaio (2018)
- No Sex... Please! (1978)
- Greta Garbo, Quem Diria, Acabou no Irajá (1974)
- Um Grito de Liberdade (1972)
- Papai, Pobre Papai, Mamãe te Dependurou no Armário e Eu Fiquei Tão Tristinho (1971)
- Alzira Power (1971)
- O Cão Siamês (1970)